# Gustav Runge

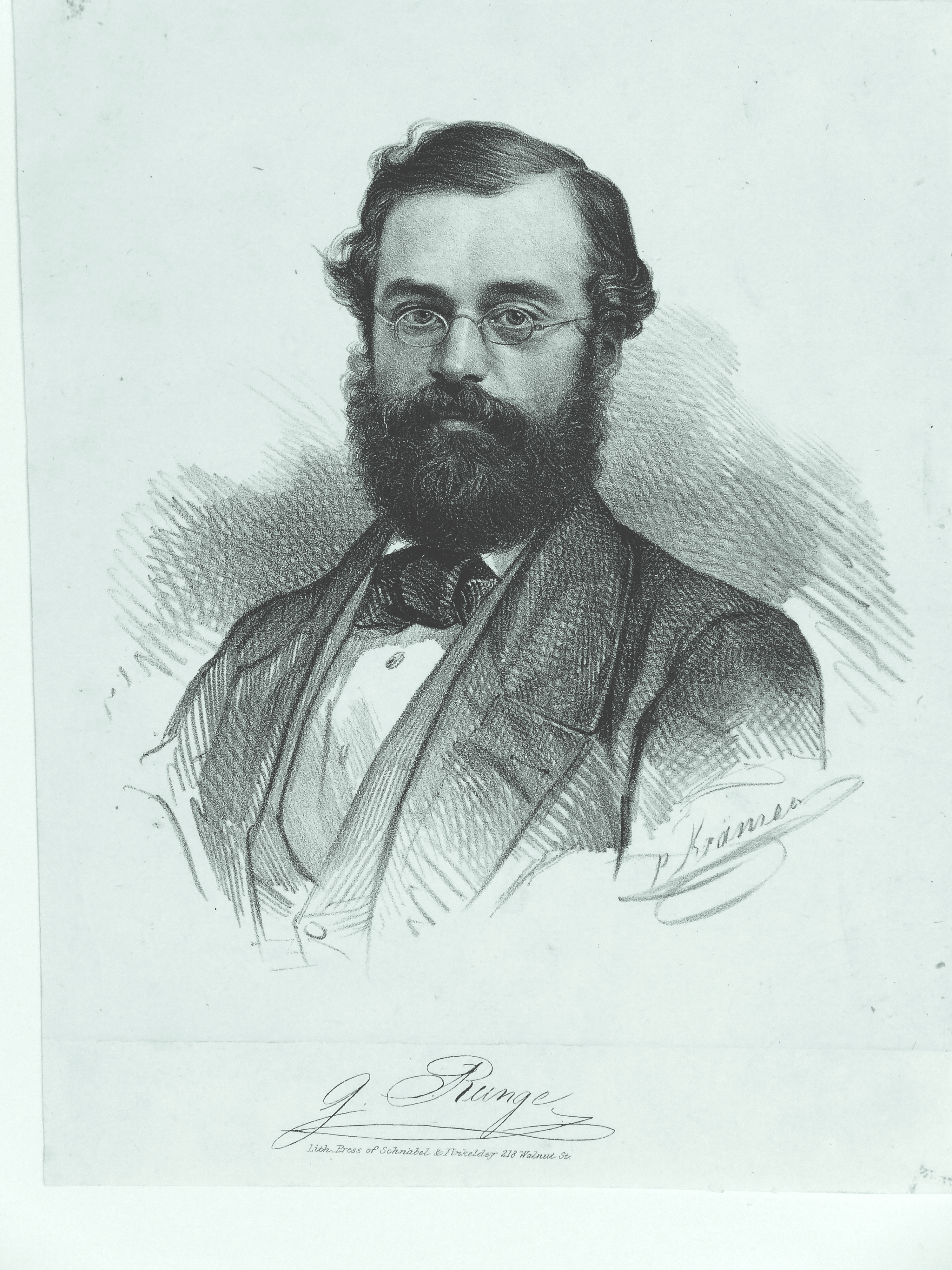
Gustav Runge, Lithographie von Peter Krämer, Philadelphia, um 1860

Gustav Runge (* 31. Mai 1822 in Bremen; † 19. Februar 1900 in Bremen) war ein deutscher Architekt.

## Biografie
Der junge Runge wuchs in einer Bremer Kaufmannsfamilie als einer von sieben Brüdern auf, die sich durch literarische und musische Interessen und Begabungen auszeichneten. Gustav verbrachte, um Architekt zu werden, zusammen mit Karl Gildemeister seine Lehrzeit bei dem Architekten Jacob Ephraim Polzin. 1843 bis 1846 besuchte er das Polytechnikum Karlsruhe und wurde 1844 Mitglied der Burschenschaft Teutonia. Anschließend, bis zur Revolution von 1848 studierte er in Berlin und wanderte, wie Gildemeister, um 1850 in die Vereinigten Staaten aus. Er ließ sich in Philadelphia nieder, möglicherweise auf Anregung von Theodore Thierry oder dessen Neffe Carl Ludwig Thierry in Karlsruhe. In Philadelphia war Runge einer der wenigen akademisch ausgebildeten Architekten. 1855 gewann Runge mit seinem zeitweiligen Partner Napoleon LeBrun (1820–1901) die Ausschreibung zum Bau des Opernhauses Academy of Music (Philadelphia). Der aus Kostengründen vereinfacht realisierte, heute noch bestehende Bau im Rundbogenstil erinnert an venezianische Stilelemente. Auch mehrere Geschäfts- und Bürogebäude in Philadelphia existieren bis heute.

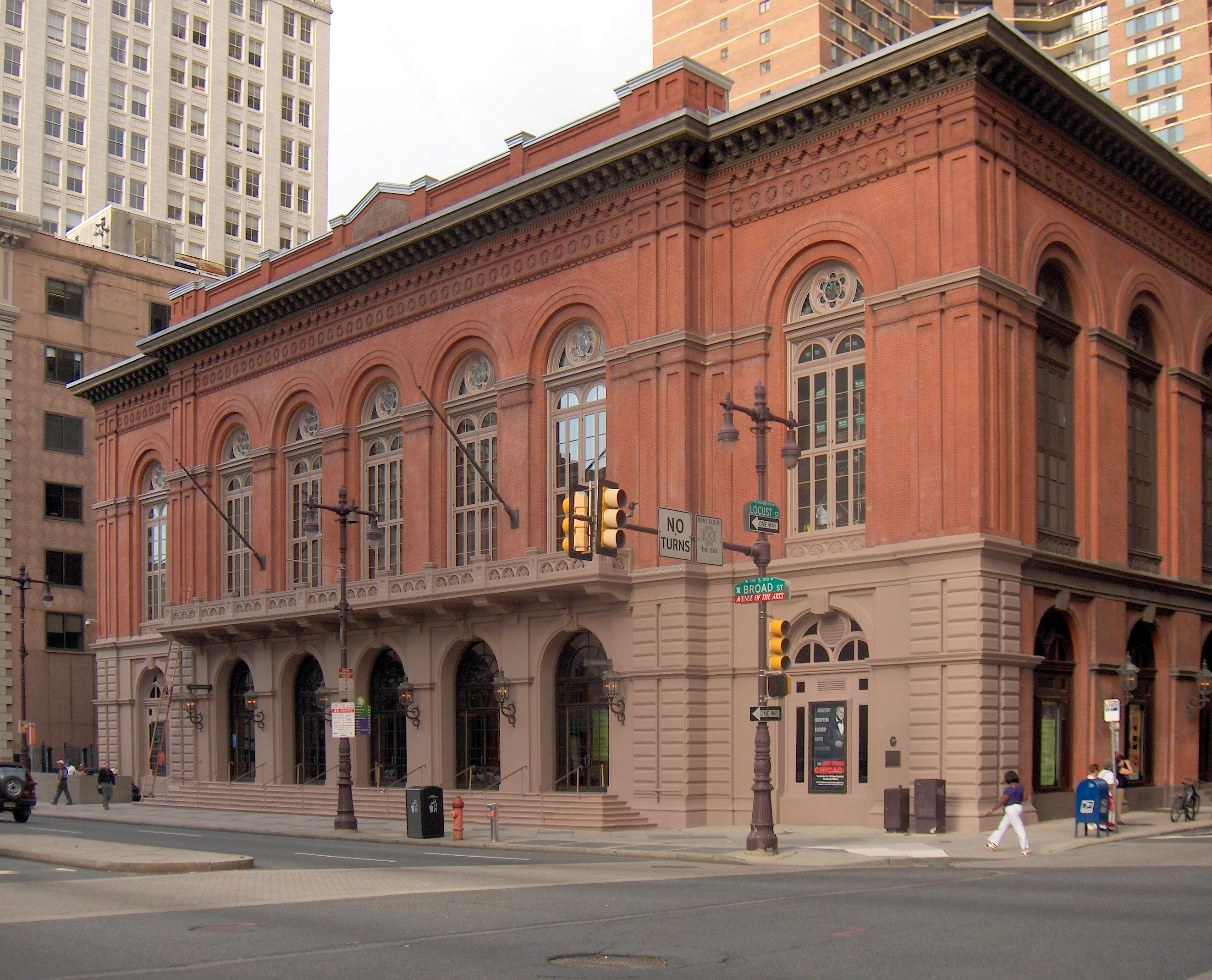
Philadelphia, Academy of Music, 1857, Foto 2009

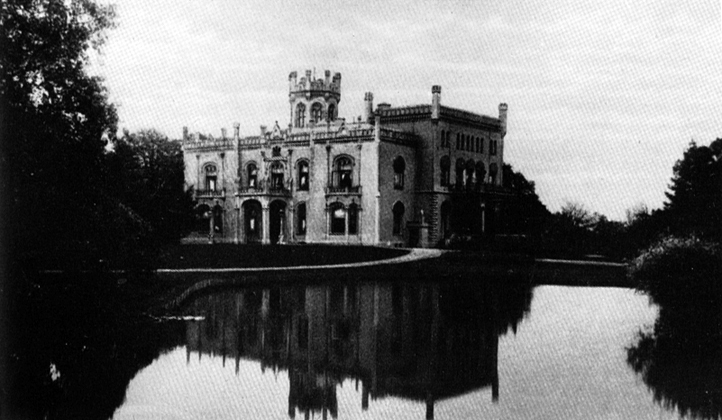
Gut Mühlenthal um 1880

1849 kehrt Runge vorübergehend nach Deutschland und spätestens 1861 endgültig nach Bremen zurück, wo er ein Büro eröffnete. Den Kontakt mit den USA hielt er aufrecht: 1873 wurde er korrespondierendes Mitglied des American Institute of Architects. Er plante und baute unter vielem anderem von 1868 bis 1871 im neugotischen Stil der Tudorgotik das Schloss Mühlenthal des Fabrikanten Ludwig Knoop im heutigen Knoops Park in St. Magnus, von dem nach dem Abbruch 1933 nur noch die zwei Torhäuser erhalten blieben. Um 1870 errichtete er dort ein Palmenhaus aus Stahl und Glas sowie weitere zum Teil technisch innovative Gewächshäuser. Kurz vor 1874 entstand sein Palmenhaus in Bremen-Oberneuland, das für ein solches im Botanischen Garten Adelaide zum Vorbild wurde. Weiterhin entstanden 1875 nach seinen Plänen die technisch vorbildliche Badeanstalt am Breitenweg (kriegszerstört), das von ihm umgebaute und erweiterte Haus Heineken an der Oberneulander Landstraße (erhalten), das Wohnhaus Am Dobben 114 von 1871 (erhalten) sowie viele andere Wohnhäuser, oft im Stil der Neorenaissance.
Auch das erhaltene neugotische Mausoleum Knoop auf dem Waller Friedhof von 1879, mit einer Christusfigur von Diedrich Kropp, wurde nach seinem Entwurf errichtet.
Runge konnte sich durchaus den Stilvorstellungen seiner Auftraggeber anpassen. In Amerika pflegte er den dort aktuellen Rundbogenstil, den späteren Baron Knoop bediente er im Genre englischer Tudor-Landsitze, ländlichen Wirtschaftsbauten gab er eine Gestalt im Schweizerstil, das Mausoleum folgte der Neugotik. Seine städtischen Wohnhäuser sind, wie die des fast gleich alten Heinrich Müller noch von einem im Geist des Klassizismus aus Renaissance-Elementen bestehenden Formenkanon bestimmt. In seiner Zeit, dem Historismus, war diese Variationsbreite nichts Besonderes; ungewöhnlich war eher sein Interesse für technische Projekte und ihre Lösungen, das Hallenbad und die Glas-Eisen-Konstruktionen der repräsentativen Gewächshäuser geben davon Zeugnis.

## Werke

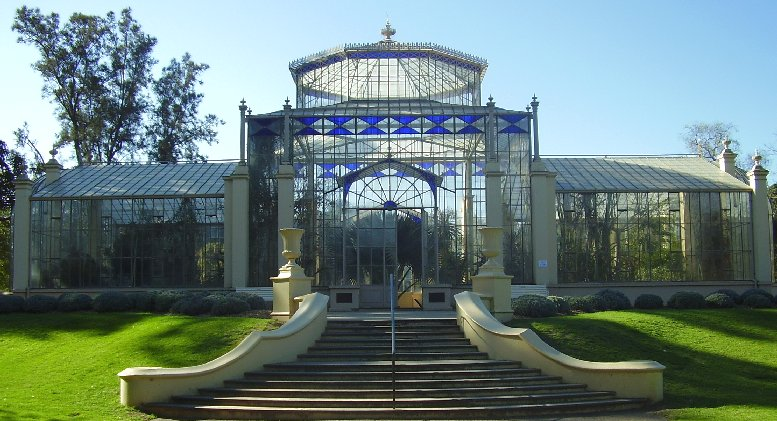
Palm House in Adelaide, 1875, Foto 2007

### Werke in den USA 1850–1861
- 1853: Morris L. Hallowell Stores, Market Street, Philadelphia
- 1853: Drexel’s Banking House, 22 South Third Street, Philadelphia
- 1857: Entwurf zum Umbau der Second Bank of the United States zu einem Postamt (nicht ausgeführt)[7]
- 1857: Bailey & Co., Store, 813 Chestnut Street (heutige Zählung), Philadelphia
- 1857: Opernhaus in Philadelphia zusammen mit Napoleon LeBrun.
- Geschäftshaus Bunn & Raiguel, 135 North 3rd Street, Philadelphia[8]

### Werke in Bremen ab 1864
- 1864: Wohnhaus Gustav Runge, Humboldtstraße 16 (ursprünglich 161), erhalten
- 1868–1871: Schloss Mühlental Sankt Magnus, mit mehreren Gewächshäusern, zerstört[9][10][11]
- 1868: Wohnhaus John (Johann) Smidt, Contrescarpe 24, zerstört
- 1869: Hollerbank im Bürgerpark, erhalten
- 1869: Ehrenpforte am Herdentor zum Besuch König Wilhelms I. von Preußen im Juni 1869[12]
- 1870: Wohnhaus Edm. Pavenstedt (später Tewes) Osterdeich 30, erhalten[13]
- 1871: Umbau und Erweiterung von Haus Heineken, Oberneulander Landstraße 151, erhalten
- 1871–1873: Haus Konsul Justus Gruner (Vizekonsul der Vereinigten Staaten von Nordamerika), Am Dobben 114, erhalten, siehe Wohnhausgruppe Am Dobben
- um 1870–1874: Palmenhaus und Wirtschaftsgebäude auf dem Landgut Rothermundt, Bremen-Oberneuland
- 1875: Palm House (Gewächshaus) für den Botanic Garden von Adelaide, Australien, entworfen und gefertigt in Bremen 1874, eröffnet 1877, restauriert 1991–1995 und 2018.[14][15]
- 1875 um: Wohnhaus Sonnenstraße 10, zerstört[16]
- 1875–1877: Öffentliche Badeanstalt am Breitenweg, zusammen mit H. Ohnesorge, zerstört[17][18][19][20]
- 1879–1880: Mausoleum für Baron v. Knoop auf dem Friedhof Walle, erhalten
- 1879–1880: Diakonissenhaus an der Nordstraße (Ausführung d. Below)[21]
- 1880: Wohnhaus v. Knoop-Albrecht, Breitenweg 7, zerstört
- 1882: Erweiterung des Kinderkrankenhauses durch einen zweistöckigen Pavillon (Horner Straße), zerstört
- 1888: Hauptzollamt Bremen, Kaiserstraße 41, zerstört[22]
- 1888: Landhaus Hackfeld am Lesumufer, Benbeckenstraße 13 (Witwensitz von Marie Hackfeld, geb. Pflüger), zerstört[23]
- 1893: Wohnhaus Gustav Adolf Schröder (Kaufmann, Teilhaber der Fa. G.A. Schröder & Co), Osterdeich 59 (heute 59–59a), erhalten